# Indothemis limbata
Indothemis limbata là loài chuồn chuồn trong họ Libellulidae. Loài này được Selys mô tả khoa học đầu tiên năm 1891. Chúng thường xuất hiện ở Ấn Độ, Sri Lanka, Myanmar, Singapore và Thái Lan.